# Dosolo
Dosolo (Dösul in dialetto casalasco-viadanese) è un comune italiano di 3 167 abitanti della provincia di Mantova in Lombardia.

## Origini del nome
Il nome di Dosolo deriva probabilmente dal latino doxolum, piccolo dosso.
Nel corso degli anni, il toponimo ha avuto la seguente evoluzione: Doxus, Doxolous, Dosolus, Dosolo. 

## Storia
Dosolo, come Venezia ebbe origine nel 451 d.C. a seguito dell’invasione nei territori da parte di Attila.

### Correggioverde
Il feudo di Correggioverde è da sempre un possedimento della famiglia Dovara di Isola Dovarese, l'ultima della famiglia è Anna Dovara, ricca feudataria di Isola Dovarese, discendente di Buoso Dovara, signore di Soncino e poi di Cremona nel XIII secolo. Nel 1322 sposò Filippino Gonzaga, figlio di Ludovico I Gonzaga primo capitano del popolo di Mantova con un matrimonio sfarzosissimo e portò in dote i ricchi possedimenti di Isola Dovarese. Con questo matrimonio Filippino Gonzaga iniziò il controllo delle terre cremonesi che comprendevano oltre a Isola Dovarese, Correggioverde, Pomponesco, Fossa Caprara, Vescovato, Sabbioneta, Commessaggio, Viadana e Cicognara, e Rivarolo.
Filippino Gonzaga è un condottiero al servizio dei Visconti di Milano, contro gli Scaligeri, la figlia ed unica erede Gigliola Gonzaga sposerà nel 1342 il duca di Milano Matteo II Visconti, Signore di Bobbio, Bologna, Lodi, Parma, Piacenza. Gigliola Gonzaga rimasta vedova nel 1355, avendone avuto una sola figlia, Caterina Visconti, si trovò alla morte del padre a esserne l'unica erede. Si trovò dunque a controllare la parte spettante a Filippino dei beni e delle prerogative sui territori controllati dai Gonzaga e il complesso dei beni dotali della madre Anna, premorta al marito e a sua volta unica erede di un'enorme porzione delle terre cremonesi dei Dovara. È evidente come la destinazione di questo importante complesso di prerogative e terre, capitato nelle mani di due eredi femminili, divenisse ben presto un fatto di importanza capitale per la famiglia Gonzaga. La vicenda si concluse con l'accaparramento delle terre da parte della famiglia Gonzaga.
Quindi Gigliola Gonzaga, rientrata a Mantova alla morte del marito, venne fatta subito oggetto di pesanti pressioni da parte degli zii fratelli del marito Guido Gonzaga e Feltrino Gonzaga, questo è l'inizio di una lunga disputa per il controllo delle terre di Isola Dovarese assieme a Correggioverde. La prima forzatura si ebbe quando venne costretta a cedere a loro tutti i suoi beni il 21 luglio 1357. Ma nel febbraio 1359, peraltro, Gigliola ricorse all'imperatore Carlo IV perché le fosse fatta giustizia, spalleggiata dal cugino Ugolino Gonzaga, figlio di Guido, che nell'ottobre 1358 aveva sposato la figlia Caterina Visconti e ne aveva avuto un figlio, Bernabò. Il processo le fu favorevole e la sentenza del 23 ottobre 1359 le restituì i beni contesi. Poco dopo in aprile del 1360 fece intera donazione di quanto le spettava a Ugolino, in qualità di tutore del figlio Bernabò Gonzaga.
La strenua difesa dei propri diritti non era peraltro finita, perché un altro dei figlio di Luigi I, Federico Gonzaga, capitano visconteo in rotta con i fratelli consanguinei mantovani, aveva occupato tra la fine del 1358 e l'inizio dell'anno successivo alcune terre cremonesi di pertinenza di Gigliola, sostenendo di averne diritto sulla base di una donazione fattagli da Anna da Dovara in caso di morte propria e del marito senza figli maschi. La questione si trascinò sino al 1375, con un nuovo ricorso di Federico Gonzaga a Bernabò Visconti e di Gigliola sempre all'imperatore Carlo IV. Il tribunale arbitrale imperiale, presieduto dal patriarca di Aquileia, Marquardo di Randeck, nel 1368 diede ragione a Gigliola, spalleggiata ormai dallo zio Guido e dai cugini Francesco e Ludovico II.
Ma la vittoria non le irrideva, erano infatti nel frattempo scomparsi sia il marito Ugolino, assassinato proprio dai fratelli Francesco e Ludovico nel 1362 e sia il figlio, il piccolo Bernabò, morto proprio nel 1368. La Gigliola quindi era tornata in balia di consanguinei interessati soltanto ad assicurarsi il controllo della quota di terre e di prerogative che spettavano a lei e ai suoi discendenti. Quindi essa, reclusa ed in custodia dai cugini, rientrò in possesso delle terre occupate da Federico nel settembre 1375 e nell'ottobre ne fece completa donazione a Francesco I Gonzaga, figlio del cugino Ludovico II, futuro unico signore di Mantova.
Non ci sono notizie certe di Correggioverde per un lungo periodo, ma probabilmente le sue vicende furono influenzata dagli eventi, le contese e le battaglie fra i Gonzaga ed i Visconti di Milano assieme alla Repubblica di Venezia. Eserciti capitanati dai condottieri di ventura fra i quali il più famoso era Jacopo Dal Verme.
All'inizio del Quattrocento il feudo di Correggioverde venne assegnato ai Dal Verme, il primo assegnatario è il condottiero Taddeo Dal Verme, cugino di Jacopo, che assieme a lui combatté e difendette il territorio in alleanza con i Visconti di Milano e la Repubblica di Venezia contro i Gonzaga, assieme a questo feudo gli venne assegnato anche il feudo di Mariana Mantovana. Diritti ereditati dal di lui figlio Eleuterio che lasciò in eredità tutti i feudi al conte imperiale di Sanguinetto, Luigi Dal Verme, conte di Bobbio e Voghera, ma nel 1437 verranno confiscati tutti i feudi veneti per la definitiva alleanza con Milano.

### Simboli
Lo stemma e il gonfalone sono stati concessi con DPR del 24 luglio 1973.
Stemma
Gonfalone

## Monumenti e luoghi d'interesse
- Chiesa parrocchiale dei Santi Gervasio e Protasio a Dosolo, che presenta una pregevole facciata in cotto. Al suo interno racchiude importanti opere d'arte, fra cui due statue lignee del '700, affreschi e quadri anche del cremonese Marcantonio Ghislina.
- Chiesa parrocchiale di Santa Maria Assunta a Correggioverde, del 1750, il cui interno è affrescato. Vi si possono ammirare una pregevole Madonna e i quattro evangelisti del viadanese Giovanni Morini. La chiesa è dotata di un imponente organo settecentesco.
- Chiesa parrocchiale di Sant'Agata a Villastrada, del 1723, contenente un ciclo di affreschi del veronese Giorgio Anselmi, terminati nel 1793. Il pittore, famoso per aver dipinto la sala dei Fiumi in Palazzo ducale e la cupola di Sant'Andrea a Mantova, ha raffigurato scene bibliche sulle pareti, sulla volta, sugli archi delle cappelle e nell'abside.
- Teatro Sociale Villastrada, teatro ottocentesco di Villastrada, con pronao a colonne. Inaugurato nel 1911, vi debuttò giovanissima, come ballerina, Delia Scala e vi recitò Gino Cervi. Dal 1950 al 1963 venne adibito a cinematografo e poi chiuso completamente. È stato riaperto, restaurato, nel 2011.[13]

### Il ponte ed il castello
Durante il Medioevo Dosolo assunse una particolare importanza grazie al suo ponte e al castello.
Il viadanese Antonio Parazzi così descrive le due costruzioni :
(Antonio Parazzi)
Il castello, la cui costruzione originaria, secondo lo storico Ireneo Affò, era opera dei Longobardi, sorgeva nell'attuale prato depresso a fianco della chiesa; alla sua efficienza rispondeva un ufficiale, chiamato «capitano» dai Gonzaga, al comando di un certo numero di uomini. Il forte fu demolito nel 1714 e i materiali ricavati furono impiegati nella costruzione di nuove fortificazioni a Mantova.
Per quanto riguarda il ponte si ricorda soprattutto l'episodio che vide Filippo V, pretendente al trono di Spagna, sorpassarlo nel 1702, dopo essere entrato trionfante a Guastalla e diretto a Viadana.

### Curiosità
La cittadina di Dosolo è uno dei luoghi dove è ambientato uno dei grandi capolavori della letteratura tedesca del diciottesimo secolo. Il celeberrimo drammaturgo illuminista Gotthold Ephraim Lessing sceglie di ambientare la sua arcinota Emilia Galotti (1773) in Italia e parte dell'opera è ambientata in una villa rinascimentale a Dosolo.

## Società

### Evoluzione demografica
Abitanti censiti